# Scorpiops oligotrichus
Espèce
Synonymes
- Scorpiops montanus oligotrichus Fage, 1933

Scorpiops oligotrichus est une espèce de scorpions de la famille des Scorpiopidae.

## Distribution
Cette espèce se rencontre au Laos et au Viêt Nam.

## Description
La femelle juvénile holotype mesure 25 mm.
Scorpiops oligotrichus mesure de 32 à 33 mm.

## Systématique et taxinomie
Cette espèce a été décrite sous le protonyme Scorpiops montanus oligotrichus par Fage en 1933. Elle est élevée au rang d'espèce par Fage en 1946.

## Publication originale
- Fage, 1933 : « Les Scorpions de l'Indochine française, leurs affinités, leur distribution géographique. » Annales de la Société Entomologique de France, vol. 102, no 1, p. 25-35.